# Снесите эту стену
«Снесите эту стену!» (англ. Tear down this wall!) — фраза, произнесённая президентом США Рональдом Рейганом 12 июня 1987 года во время выступления на площади перед Бранденбургскими воротами в Берлине. Рейган обращался к Горбачёву с призывом демонтировать Берлинскую стену.
Полностью слова Рейгана звучали следующим образом:
Генеральный секретарь Горбачёв, если вы ищете мира, если вы ищете процветания для Советского Союза и Восточной Европы, если вы ищете либерализации, приезжайте сюда к этим воротам, мистер Горбачёв, откройте эти ворота. Мистер Горбачёв, снесите эту стену!
В оригинале:
General Secretary Gorbachev, if you seek peace, if you seek prosperity for the Soviet Union and Eastern Europe, if you seek liberalisation, come here to this gate. Mr. Gorbachev, open this gate. Mr. Gorbachev, tear down this wall!
Известно, что некоторые сотрудники администрации Рейгана советовали ему перед поездкой в Германию избегать громких призывов, которые могли бы привести к очередному похолоданию в только начавших налаживаться советско-американских отношениях. Тем не менее эмоциональный призыв, граничащий с требованием, всё же был включён в речь.
Два с половиной года спустя, в конце 1989 года, стена была демонтирована.